# Centre de programari de l'Ubuntu
El Centre de programari de l'Ubuntu (Ubuntu Software Center en anglès i originàriament amb el criptònim appcenter) és un programa informàtic que s'utilitza com un sistema de gestió de paquets per al Sistema Operatiu Ubuntu. Permet buscar, instal·lar, i desinstal·lar aplicacions del sistema operatiu, i a més permet afegir repositoris de tercers per instal·lar aplicacions que no es troben en els repositoris oficials d'Ubuntu. El centre ofereix la possibilitat d'instal·lar aplicacions lliures (de codi obert), privatives (tancades) o de pagament.